# Neopromachus schlaginhaufeni
Neopromachus schlaginhaufeni är en insektsart som beskrevs av Günther 1937. Neopromachus schlaginhaufeni ingår i släktet Neopromachus och familjen Phasmatidae. Inga underarter finns listade i Catalogue of Life.